# RD1
RD1或0140+326 RD1'是一個遙遠的星系，且曾被稱為已知最遙遠的星系。RD1於1998年3月被發現，其紅移z = 5.34，並且是第一個被發現超過紅移5的物體。它擊敗了之前的記錄保持者，被星系團CL 1358+62透鏡化的一對紅移z＝4.92的星系（CL 1358+62 G1和CL 1358+62 G2）。在1998年的前幾個月裏，它一直是人類已知最遙遠天體的記錄保持者，直到「z」=5.64的BR1202-0725 LAE被發現。

## 距離量測
一個遙遠星系的「距離」取決於所選擇的距離量測。在紅移為5.34的情况下，據估計，來自這個星系的光大約需要125億年才能到達我們這裡。但由於這個星系正在遠離地球，現時的共動距離估計約為260億光年。